# Putnam County (Illinois)
Putnam County je okres ve státě Illinois v USA. K roku 2010 zde žilo 6 006 obyvatel. Správním městem okresu je Hennepin. Celková rozloha okresu činí 445 km². Je pojmenován po Israelu Putnamovi.

## Sousední okresy
| Růžice kompasu | Bureau County            |       |                | Růžice kompasu |
| Růžice kompasu |                          | Sever | LaSalle County | Růžice kompasu |
| Růžice kompasu | Putnam County (Illinois) |       | LaSalle County | Růžice kompasu |
| Růžice kompasu | Jih                      |       | LaSalle County | Růžice kompasu |
| Růžice kompasu | Marshall County          |       |                | Růžice kompasu |